# Directive-cadre Stratégie pour le milieu marin

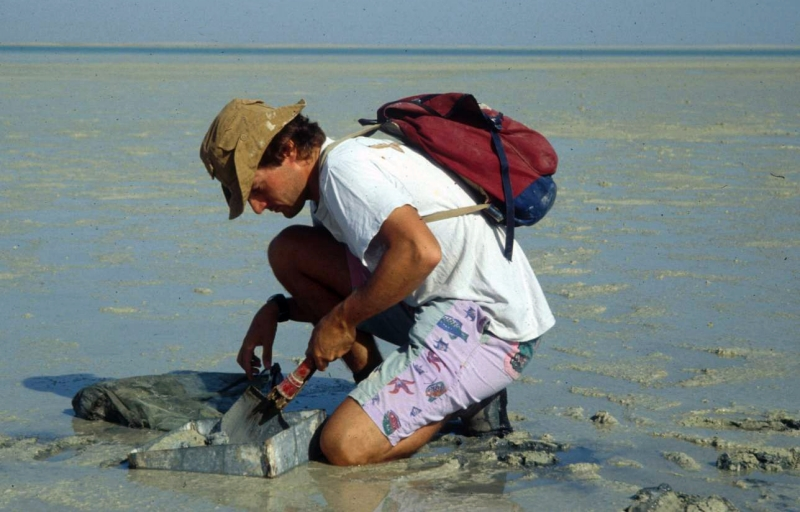
La stratégie européenne se base sur des données scientifiques. Celles-ci doivent être mises à jour via un monitoring partagé. Ici, l'étude de la microfaune d'une vasière et des analyses de pollution permettent d'en suivre l'état, notamment via quelques espèces jugées bioindicatrices et/ou bioaccumulatrices

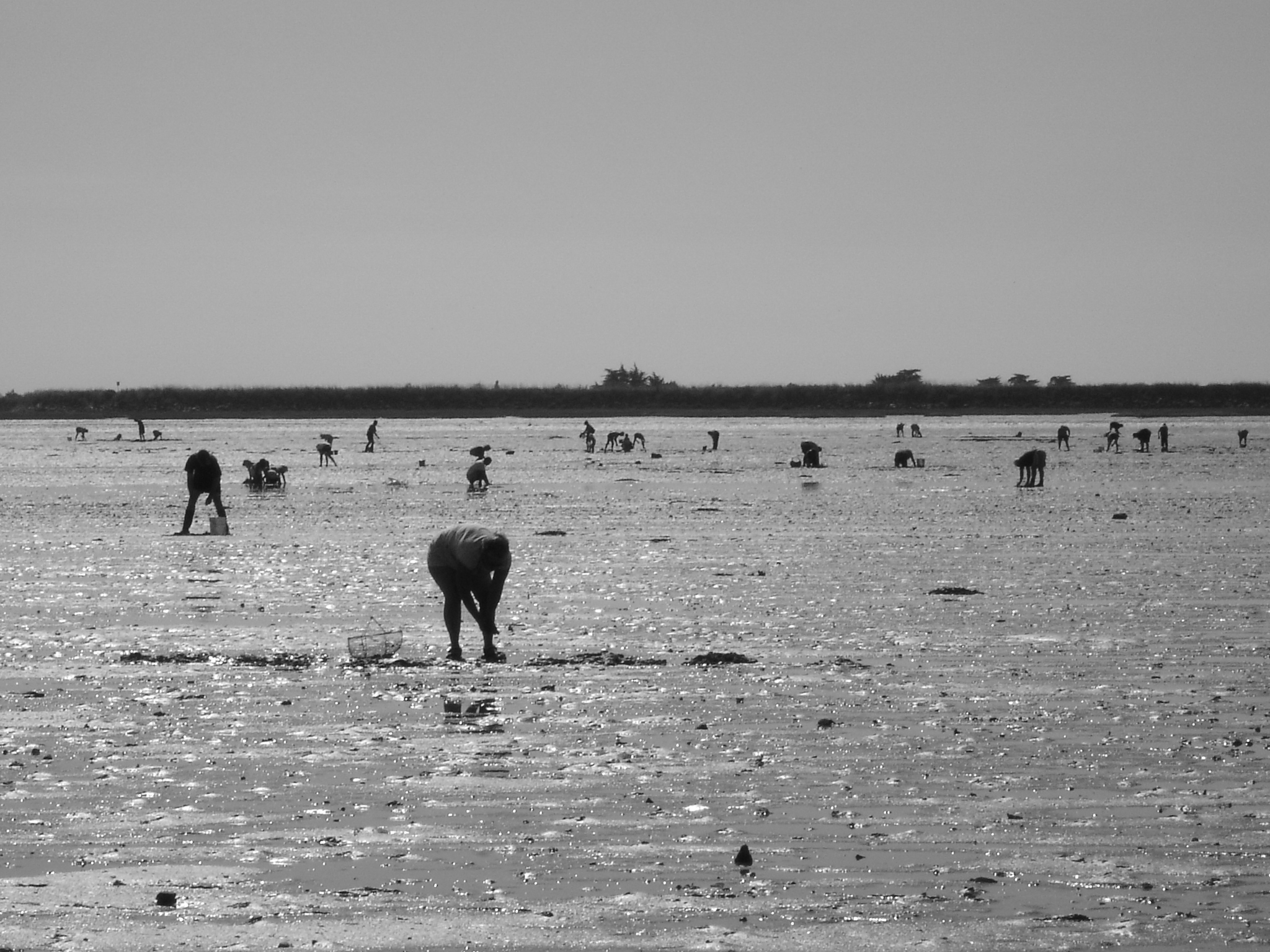
Les données scientifiques permettent aussi d'évaluer les impacts des activités humaines, pour une meilleure protection, gestion et éventuelle restauration des ressources (pêche à pied, Vendée, France)

La directive-cadre stratégie pour le milieu marin (2008/56/CE), est une directive européenne du Parlement européen et du Conseil prise le 17 juin 2008. Elle établit un cadre d’action communautaire dans le domaine de la politique pour le milieu marin.
Cette directive a fait l’objet d’une approche dite « fondée sur les écosystèmes », elle s’est appuyée sur l'étude du Conseil international pour l'exploration de la mer sur les régions marines de l'Union européenne. Elle introduit le concept d'« eaux européennes », qui sont les « eaux situées au-delà de la ligne de base servant pour la mesure de la largeur des eaux territoriales et s'étendant jusqu'aux confins de la zone placée sous la souveraineté ou la juridiction des États membres, y compris le fond et le sous-sol de l'ensemble de ces eaux », elle vise le bon état écologique du milieu marin et l'amélioration de l’état de conservation de la biodiversité marine.
La motivation principale de la directive est de lutter contre les « nombreuses menaces qui pèsent sur le milieu marin, telles que l'appauvrissement ou la dégradation de la diversité biologique et les modifications de sa structure, la disparition des habitats, la contamination par les substances dangereuses et les substances nutritives, et les répercussions du changement climatique », ce qui nécessite un cadre global pour coordonner les actions locales des États membres.

## Historique
Le travail d’élaboration d’une « Stratégie pour le milieu marin » est officialisé en 2002 avec la publication par la Commission d'une communication intitulée « Vers une stratégie pour la protection et la conservation du milieu marin », validée par le Conseil Environnement du 4 mars 2003. Le conseil a souhaité une stratégie ambitieuse à adopter au plus tard en 2005. Un processus de consultation, de 2002 à 2004, des États membres, des pays candidats, des principaux pays tiers riverains des mêmes mers et océans que l’UE, de 16 commissions et conventions internationales, de 21 grands organismes et associations industrielles représentant la société civile, ainsi que de scientifiques et d'universitaires, montre qu’il y a un large consensus sur le fait que des menaces nouvelles pèsent sur les milieux marins. Outre la pollution, ce sont notamment, le changement climatique, la surpêche, les marées noires et autres  rejets d'hydrocarbures, l'introduction d'espèces non indigènes, l’eutrophisation avec la prolifération d’algues qu’elle induit, les pollutions : thermiques et sonores, par des contaminants dangereux notamment microbiens et radioactifs, et par les déchets marins et portuaires.
La stratégie est traduite par une « Proposition de Directive-cadre », qui a fait l'objet d'un examen, et d'un avis du comité des régions le 26 avril 2006, avant d'être adoptée, le 23 juillet 2006, par le Conseil. Le 14 novembre 2006 elle passe en première lecture devant le parlement européen, elle est discutée et adoptée par le conseil le 24 octobre 2006, Elle est votée lors d'un nouveau passage au parlement européen le 11 décembre 2007. La stratégie est validée et adoptée par la commission le 17 octobre 2007.

### Transposition dans le droit français
Elle s'est terminée en mai 2011 via un décret visant le bon état écologique du milieu marin au plus tard en 2020, pour toutes les zones « européennes » sous souveraineté ou juridiction française (soit 4 sous-régions marines ; la Manche–mer du Nord, la mer Celtique, le golfe de Gascogne, et la Méditerranée occidentale). 
- La France doit y élaborer et mettre en œuvre un « PAMM » (plans d'action pour le milieu marin) ; sous la responsabilité des préfets maritime et de région. 
le PAMM comprend une évaluation initiale des eaux marines et de l'impact environnemental des activités humaines sur les eaux concernées. Il précise la définition du bon état écologique et celle de ses objectifs environnementaux (et de 11 indicateurs associés). Ce travail devait être fait avant le 15 juillet 2012.
- En 2012, les plans d'action pour le milieu marin (PAMM) de la DCSMM sont mis en consultation publique (jusqu'au 16 octobre 2012)  [6]

## Motifs

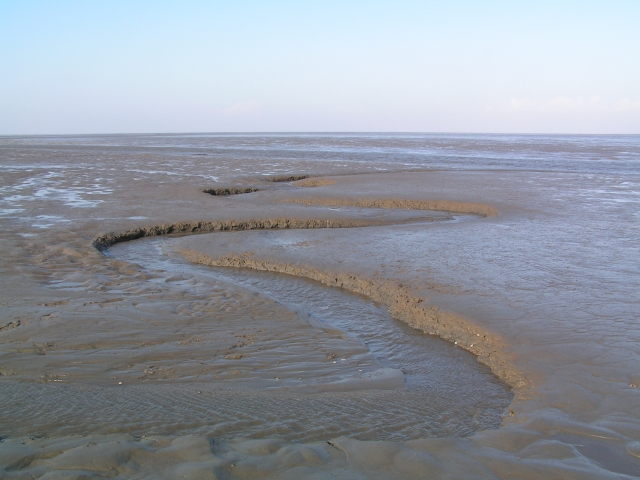
Les vasières font partie des habitats d'intérêt européens. Peu spectaculaires, ils sont pourtant important dans le cycle du carbone et à l'origine d'une importante productivité biologique, ici sur le littoral du Schleswig-Hostein (Wattenmeer) en Allemagne

En 2000,la directive-cadre sur l'eau a reconnu et identifié quatre domaines où il fallait de nouveaux textes législatifs spécifiques, dont le milieu marin. Dans les océans, les frontières administratives ont encore moins d'importance que pour la biodiversité terrestre, ce pourquoi il est particulièrement nécessaire que les États membres travaillent ensemble, avec subsidiarité, mais de manière coordonnée et dans un cadre commun (dont la Directive-cadre est un des éléments) pour connaitre et protéger les habitats et espèces marines, et identifier et protéger les corridors biologiques sous-marins les plus importants et/ou vulnérables.

## Objectif
Le premier paragraphe (considérant 1) stipule « Le milieu marin est un patrimoine précieux qu'il convient de protéger, de remettre en état et de traiter comme tel, l'objectif final recherché étant de préserver la diversité biologique et le dynamisme des océans et des mers et d'en garantir la sûreté, la propreté, le bon état sanitaire et la productivité ».
L'objectif pour 2021 est « l'utilisation durable des mers et la conservation des écosystèmes marins » via un cadre intégré fixant les orientations opérationnelles et des mesures spécifiques. Il s’agit d'« assurer de façon constante la protection et la conservation de ce milieu et à éviter sa détérioration » pour atteindre un « bon état écologique du milieu marin », au plus tard en 2021.

## Méthode
Les États membres partageant une même région marine doivent élaborer « en coopération étroite » des plans garantissant le « bon état écologique » de leurs eaux maritimes, en s'appuyant sur des évaluations détaillées de l'état de l'environnement marin et en définissant des actions à entreprendre et des objectifs à atteindre. La subsidiarité est mise en avant, aucune mesure ne sera prise au niveau communautaire, mais les programmes nationaux seront contrôlés et approuvés par la Commission qui peut rejeter tout ou partie du cadre communiqué par un État membre si elle estime qu'il n'est pas conforme à la directive.

## Contenu
Trois  types de mesures se complètent pour rendre la stratégie opérationnelle. Dans les milieux marins, les États membres devront : protéger et conserver les écosystèmes, ou rétablir leur fonctionnement, les processus et la structure de la biodiversité ; prévenir et éliminer progressivement la pollution ; contenir l'utilisation des services et des biens marins et les autres activités menées dans ce milieu à des niveaux compatibles avec les usages futurs et les écosystèmes marins.

## Étapes vers le«bon état écologique»
1. Les États membres, par région marine, analysent les caractéristiques de leurs eaux marines pour déterminer les principaux impacts et pressions auxquels ces eaux sont soumises, leurs usages économiques et sociaux et le coût de la dégradation du milieu marin. L’évaluation initiale doit être terminée au plus tard (4 ans à compter de la date d'entrée en vigueur) et porter sur les types d'habitats, les composantes biologiques, les caractéristiques physico-chimiques et l'hydromorphologie. L’annexe II de la directive stipule que toutes les particularités ou caractéristiques typiques/distinctives de la région/sous-région concernée doivent être prises en compte, dont la présence de munitions immergées.
2. Sur cette base, les États définissent (dans les 4 ans à compter de la date d'entrée en vigueur) pour leurs eaux européennes ce qu’ils entendent par « bon état écologique », caractéristiques, descripteurs qualitatifs génériques, critères détaillés et normes à élaborer à brève échéance par la Commission avec implication des parties intéressées.
3. Définition (dans les 5 ans à compter de la date d'entrée en vigueur) d'objectifs environnementaux.
4. Élaboration et mise en œuvre, au plus tard (6 ans à compter de la date d'entrée en vigueur[8]) d'un programme de surveillance permanente et d'évaluation périodique de l'état des eaux dans le respect des exigences communautaires et internationales en vigueur, des besoins de la région marine concernée, en soumettre les travaux préparatoires et les programmes de mesures à l'approbation de la Commission).

Les États doivent également, avant 2016 au plus tard, élaborer un programme de mesures visant le bon état écologique, et lancer ce programme avant 2018 au plus tard.

## Mise à jour, rapports
Pour la compatibilité avec la directive, les normes d'évaluation de l'état du milieu marin, de la surveillance des objectifs environnementaux, ainsi que des formats techniques de transmission et traitement des données pourraient être adaptées.
Les écosystèmes marins étant « dynamiques et en évolution rapide », la directive prévoit des « mises à jour périodiques des stratégies pour le milieu marin » (point 23).

En 2008, une évaluation des synergies entre 3 bassins maritimes (Arctique, Méditerranée et mer Baltique) a été lancée. 
En septembre 2010, une initiative « Connaissance du milieu marin 2020 » a été proposée, « pour dynamiser la compétitivité et la croissance » ainsi qu'une progression de l'intégration de la surveillance maritime, notamment via le soutien à la politique maritime intégrée. 
- Un Programme de Surveillance vise à mettre à jour des objectifs et le recueil des données utiles à l'évaluation du degré d'atteinte du Bon État Écologique (à rédiger et mettre en place avant juillet 2014) ;
- un Programme de Mesures à écrire avant 2015,  visant à accomplir les Objectifs environnementaux et l’atteinte ou le maintien du Bon État Écologique (par la mise en œuvre de ces mesures à partir de 2016).
- chaque État devra mettre à jour les éléments de sa stratégie tous les 6 ans, sur la base d’une évaluation et d’un rapport intermédiaire décrivant les progrès réalisés dans la mise en œuvre de ce programme, publié 3 ans après chaque mise à jour[13].

## Participation et information du public
En application de la Convention d’Aarhus et comme le veut la directive 2003/35/CE, les États membres veillent à permettre la participation active du public et des parties intéressées à la mise en œuvre de la  directive. Chaque État membre doit, concernant sa stratégie mais aussi sa mise à jour, publier et soumettre à observations du public des résumés des éléments suivants : évaluation initiale et définition du bon état écologique ; objectifs environnementaux ; programmes de surveillance ; programmes de mesures.

## Liens avec les engagements internationaux de l’UE
- L’UE et ses États membres sont parties prenantes de la convention des Nations unies sur le droit de la mer (UNCLOS) (cf décision 98/392/CE du Conseil du 23 mars 1998 concernant la conclusion par la Communauté européenne de la convention des Nations unies sur le droit de la mer du 10 décembre 1982 et de l'accord du 28 juillet 1994 relatif à l'application de la partie XI de ladite convention (voir JO L 179 du 23.6.1998, p. 1.).
- L’UE doit appliquer la convention sur la diversité biologique[14], dont un volet porte sur l'utilisation viable et durable de la biodiversité marine et la création, d'ici à 2012, d'un réseau mondial de zones marines protégées. Lors de la septième Conférence des parties à la convention sur la diversité biologique (CDB/COP7),  un programme détaillé de travaux sur la biodiversité côtière a été validé ainsi que des obligations de résultats pour 2012, en particulier de création de réseaux nationaux et régionaux de zones marines protégées écologiquement représentative (Natura 2000 y contribuera aussi).
- Convention sur la protection de l'environnement marin de la zone de la mer Baltique (Cf.  décision 94/157/CE du Conseil ; JO L 73 du 16.3.1994, p. 19), dite "Convention HELCOM"
- Convention pour la protection du milieu marin de l'Atlantique du Nord-Est, dite "Convention OSPAR" (décision 98/249/CE du Conseil ; JO L 104 du 3.4.1998, p. 1.) et nouvelle annexe V sur la protection et la conservation des écosystèmes et de la diversité biologique de la zone maritime et appendice III correspondant, approuvés par la décision 2000/340/CE du Conseil (JO L 118 du 8.5.2000, p. 44.)
- Convention pour la protection du milieu marin et de la zone côtière de la Méditerranée, dite "Convention de Barcelone" (modifiée en 1995 et approuvée par la décision 77/585/CEE du Conseil JO L 240 du 19.9.1977, p. 1. Décision modifiée par la décision 99/802/CE ; JO L 322 du 14.12.1999), et son protocole sur la protection de la mer Méditerranée contre la pollution d'origine tellurique (approuvé par le conseil ; décision 83/101/CEE ; JO L 67 du 12.3.1983, p. 1.)

## Indicateurs
Ils sont choisis par les États membres, qui doivent cependant les justifier au regard des objectifs de la directive, et de son annexe II. La directive a exclu de son champ le contrôle des rejets et des émissions résultant de l'utilisation de matières radioactives, car étant prévu par les articles 30 et 31 du traité EURATOM.

## Gestion halieutique
Les impacts sur la pêche devraient être positifs à long terme via une meilleure protection des habitats et écosystèmes, mais - sur la base d'avis scientifiques – ils pourraient inclure des mesures prises via la politique commune de la pêche définie dans le règlement (CE) n° 2371/2002 du Conseil du 20 décembre 2002 relatif à la conservation et à l'exploitation durable des ressources halieutiques dans le cadre de la politique commune de la pêche. 
On peut d'ores et déjà citer :
- Une communication (COM(2008) 187) : « Le rôle de la PCP dans la mise en œuvre d'une approche écosystémique de la gestion du milieu marin » a été adoptée en avril 2008, elle vise aussi à « rétablir la biodiversité et les services écosystémiques dans l'environnement marin de l'Union européenne non protégé ».
- Le Conseil a produit, le 29 septembre 2008, un règlement pour lutter contre la pêche illicite, non réglementée et non déclarée, il est adopté, alors que la Commission faisait des propositions pour réduire les captures accidentelles et supprimer les rejets dans la pêche européenne (COM(2007) 136).

## Cas particuliers
Pour prendre en compte les spécificités de certaines régions marines (Baltique par exemple), la directive admet que, « dans des situations et des zones spéciales, un État membre puisse se trouver dans l’impossibilité d’atteindre le niveau ambitieux auquel les objectifs environnementaux de la directive ont été fixés ».

## Coopération
« En raison du caractère transfrontalier du milieu marin », la Directive invite les États membres à coopérer activement non seulement entre eux, mais avec les pays tiers concernés.

## Budgets
En 2010 (30 septembre), la Commission européenne a présenté un projet de règlement européen visant à poursuivre la mise en œuvre de la « politique maritime intégrée », établie en 2007, pour la période 2011-2013, avec à un financement de 50 millions d’euros.  Cette politique vise une meilleure transversalité des secteurs (transports, pêche, douanes et protection de l'environnement).Le règlement sera ensuite examiné par le Conseil et le Parlement européen.

## Mise en œuvre par la France
En France, le Grenelle de la mer, lancé en 2009, a proposé au Gouvernement de nouveaux outils et cadres juridiques pour mieux appliquer cette directive, en particulier la création de conseils maritimes de façade et de documents stratégiques de façade. La loi dite « Grenelle 2 » du 12 juillet 2010  met en place le nouveau dispositif. Chaque document stratégique de façade (DSF) comprendra un volet consacré à la mise en œuvre de la directive cadre, via les plans d'action pour le milieu marin.
Quatre documents stratégiques de façade (DSF) déclinent (en 4 sous-régions maritimes) les orientations de la stratégie nationale pour la mer et le littoral (validée en février 2017) ; ils sont notamment destinés à éviter les conflits d'usage et la surexploitation des ressources marines et littorales). Le DSF est en France le premier document d’aménagement du territoire maritime (la Belgique voisine s'était déjà dotée de documents de ce type). Chaque DSF planifie les activités maritimes et littorales de sa façade. Le dernier à avoir été validé est celui de la zone Nord Atlantique-Manche a été voté et approuvé le 6 juin 2019 à Brest par le conseil maritime de façade Nord Atlantique-Manche, qui réunit les acteurs de la mer et du littoral de la zone. 
C’était le seul des quatre DSF métropolitains a n’avoir pas encore été validé. Le projet a finalement été approuvé (40 voix pour, 8 contre) en dépit du fait que plusieurs ONG aient  émis un avis négatif, je jugeant trop au service de la croissance bleue, et lui reprochant un manque de prise en compte les enjeux environnementaux, dont les impacts de nos activités sur les écosystèmes, les espèces et les habitats. Les représentants d l'Association Bretagne vivante, d'Eau et rivières de Bretagne, de France nature environnement, de ses fédérations Bretagne et Pays de la Loire, et Des requins et des hommes ont tous émis un avis négatif, déplorant notamment que dans les zones côtières, les priorités sont « l'aquaculture, la pêche, les industries portuaires, le transport et les activités nautiques ». Le Préfet maritime de l'Atlantique Jean-Louis Lozier estime quant à lui qu’il intègre « les enjeux environnementaux, socio-économiques et sociaux, en mer, sur le littoral et les îles ». Ce DSF peut encore recevoir des contributions issues de la consultation du public avant d'être officiellement adopté en septembre 2019. Les DSF seront ensuite complétés, en 2020 et 2021, par des plans d'actions et un processus de suivi et d'évaluation. Ils devraient être révisés tous les six ans.